# Herrenhausen
Pour les articles homonymes, voir Herrenhausen (homonymie).
Herrenhausen, officiellement l'arrondissement municipal de Herrenhausen-Stöcken, est un quartier de la ville de Hanovre en Allemagne. Il abrite le palais de Herrenhausen et ses jardins.

## Développement de la population

Le graphique montre l'évolution de la population dans l'arrondissement d'Ahlem-Badenstedt-Davenstedt depuis le 1er janvier 2005. 